# Джіхан Ерджан
Мехмет Джіхан Ерджан (тур. Mehmet Cihan Ercan, нар. 25 травня 1984 р., Анкара) — турецький письменник, спортсмен і актор.
Ерджан, вивчав чотири роки театральне мистецтво в університеті Анкари. Він займався гандболом і фехтуванням, але кинув спорт, коли захопився акторством. Джіхан, став широко відомим після серіалу Лейла і Меджнун (Leyla ile Mecnun). Пізніше знявся у фільмі Я сумую за тобою (Ben de Özledim).

## Фільми та серіали
- 2006 — «Ah Şu Çocuklar»
- 2007 — «Suç Dosyası»
- 2009 — «Komşu Köyün Delisi»
- 2011 — «Bir Ömür Yetmez»
- 2012 — «Лейла і Меджнун» — Hidayet
- 2013 — «Erkek Tarafı Testosteron»
- 2013 — Я сумую за тобою / «Ben de Özledim» — Kendisi
- 2014 — «Deliha» — Cemal
- 2014 — «Bana Masal Anlatma» — Kubilay
- 2015 — «Kara Bela» — Efkan
- 2016 — «Kaçma Birader» — Halil
- 2016 — «No.309» — Erol Sarıhan
- 2018 — «Рання пташка» — Muzaffer Kaya (Zebercet)
- 2022 — «Красивіше за тебе» — Yaşar

## Театр
- 2007 Bir Karşılaşma Bir Nedir?
- 2006 Belgelerle Kurtuluş Savaşı
- 2006 Çıkışyok Land Cumhuriyeti
- 2006 Akıllı Daha Akıllı Daha Daha Akıllı